# Richard Hudson
Richard William Stafford Hudson (Tottenham, Londen, 9 mei 1948) is een Britse zanger en voornamelijk slagwerker, maar hij speelt ook sitar en gitaar. Bijna zijn gehele carrière speelt hij samen met John Ford; ze stonden ook wel bekend als "The Brothers".
Hudsons carrière begon in de band Velvet Opera eind jaren zestig. Nadat hij samen met John Ford de band een meer rockachtige kant wilde opduwen, belandden beiden uiteindelijk in Strawbs, dat rond die tijd een ritmesectie zocht. Ook binnen Strawbs bleven de twee samenwerken en ze verschilden af en toe flink van mening met de leider van die band Dave Cousins. Na de promotietour na Bursting at the Seams (met Part of the Union door hen geschreven) stapten Hudson en Ford op en vormden samen Hudson Ford. Hudson speelde nu gitaar, in plaats van slagwerk.
Voor zowel Strawbs als Hudson Ford diende het eind zich aan toen de punk begon. Hudson en Ford pasten zich aan en kwamen met Terry Cassidy terecht in The Monks, een punkband en later ook in High Society, dat muziek speelde gebaseerd op muziek uit de jaren dertig.
Dat de muzikale problemen met Dave Cousins niet erg groot waren, blijkt uit het feit dat zowel Hudson als Ford meespeelden in Strawbs na de heroprichting. Ze werkten mee aan de albums Don't Say Goodbye (1987) en Ringing down the Years (1991).

## Discografie

### Albums

#### Velvet Opera
- Elmer Gantry's Velvet Opera (1968)
- Ride a Hustler's Dream (1969)

#### Strawbs
- Just a Collection of Antiques and Curios (1970)
- From the Witchwood (1971)
- Grave New World (1972)
- Bursting at the Seams (1973)

#### Hudson Ford
- Nickelodeon (1973)
- Free Spirit (1974)
- When Worlds Collide (1975)
- Daylight (1977)

#### The Monks
- Bad Habits (1979)
- Suspended Animation (1981)

#### High Society
- High Society (1984)

### Singles

#### Velvet Opera
- "Flames"/"Salisbury Plain" (1967)
- "Mary Jane"/"Dreamy" (1968)
- "Volcano"/"A Quick B" (1969)
- "Anna Dance Square"/"Don't You Realise" (1969)
- "Black Jack Davy"/"Statesboro Blues" (1970)
- "She Keeps Giving Me These Feelings"/"There's a Hole in My Pocket" (1970)

#### Strawbs
- "Where is This Dream of Your Youth"/"Fingertips" (1970)
- "Benedictus"/"Keep the Devil Outside" (1972)
- "Keep the Devil Outside"/"Tomorrow" (1972)
- "New World"/"Benedictus" (1972)
- "Here it Comes"/"Tomorrow" (1972)
- "Going Home"/"Ways and Means" (1972)
- "Lay Down"/"Backside" (1972)
- "Part of the Union"/"Wild Mountain Thyme/Will You Go" (1973)

#### Hudson Ford
- "Pick Up the Pieces"/"This is Not the Way to End a War (or Die)" (1973)
- "Take it Back"/Make No Mistake" (1973)
- "Burn Baby Burn"/"Angels" (1974)
- "Floating in the Wind"/"Revelations" (1974)
- "Free Spirit"/"Dark Lord" (1974)
- "When Love Has Overgrown"/What is a Day Without Love" (1975)
- "Waterfall"/"Daylight" (1976)
- "95 in the Shade"/"Lost in a World" (1976)
- "Sold on Love"/"Daylight" (1976)
- "Are You Dancing"/"Out of Your Shadow" (1977)
- "Just Say No" (2001)

#### The G.B.'s
- "We are the G.B.'s" / "The G.B. Jig" (1979)

#### The Monks
- "Nice Legs Shame About the Face"/"You'll be the Death of Me" (1979)
- "I Ain't Gettin Any"/"Inter-City Kitty" (1979)
- "Johnny B. Rotten"/"Drugs in My Pocket" (1979)
- "I Can Do Anything You Like"/"Monks Medley" (1981)

#### High Society
- "I Never Go Out in the Rain"/"I Could Never Live Without You" (1980)
- "Gotta Get Out of This Rut"/"Powder Blue" (1981)

#### Hud
- "The Actor" (2005)